# Hidamari ga Kikoeru
Hidamari ga Kikoeru (ひだまりが聴こえる lit. Puedo oír el lugar soleado?) es una serie de manga de género shōnen-ai escrita e ilustrada por Yūki Fumino. Fue serializada en la revista Canna de la editorial France Shoin desde el 21 de diciembre de 2013, y hasta la fecha cuenta con seis volúmenes publicados. Comenzó como un manga one-shot, pero tras el éxito de este se crearon dos secuelas; Hidamari ga Kikoeru: Kōfuku-ron y más recientemente Hidamari ga Kikoeru: Limit. Una película de acción en vivo fue estrenada el 24 de junio de 2017.

## Argumento
Durante la escuela preparatoria, Kōhei Sugihara sufrió de una súbita pérdida de audición neurosensorial y desde entonces ha tenido dificultades para relacionarse con los demás. Ahora un estudiante universitario, las cosas no han mejorado mucho para él y tiene problemas para integrarse a la vida diaria del campus. Un día conoce por accidente al alegre Taichi Sagawa, quien se ofrece a tomar notas en las clases por él a cambio de bentōs. A Taichi le molesta que Kōhei no se abra al mundo y le asegura que su pérdida de audición no es su culpa. Las palabras de Taichi tienen un efecto profundo en Kōhei, y pronto sus sentimientos hacia este se convierten en amor.

## Personajes
Kōhei Sugihara (杉原 航平 Sugihara Kōhei?)
Un estudiante universitario con problemas auditivos. Es un joven solitario e introvertido, tiene dificultades para relacionarse con otras personas y odia que los demás sean amables con él solo por su problema de audición. Le preocupa perder totalmente la audición y ya no poder oír la voz de Taichi. 
Taichi Sagawa (佐川 太一 Sagawa Taichi?)
Un muchacho extrovertido y alegre, quien asiste a la misma universidad que Kōhei. Taichi tiene un gran apetito y tiende a gritar en vez de hablar, razón por la cual Kōhei siempre es capaz de oír su voz. Se convierte en el tomador de notas de Kōhei puesto que este tiene problemas para oír las clases.
Tomonori Yokoyama (横山 智則 Yokoyama Tomonori?)
Es un amigo de Taichi y también un estudiante universitario. Casi siempre se le ve tratando de salir con chicas.
Maya Ōkami (狼 優彩 Ōkami Maya?)
Es una joven que también sufre de problemas auditivos y asiste a la misma universidad que Taichi y Kōhei. Inicialmente, se sentía atraída hacia Kōhei y no le agradaba Taichi. 

## Media

### Manga
Escrito e ilustrado por Yūki Fumino, el manga es serializado en la revista Canna de France Shoin desde el 21 de diciembre de 2013. Hasta la fecha se han recopilado un total de seis volúmenes tankōbon. Ha sido licenciado para su publicación en Estados Unidos por One Peace Books bajo el nombre de I Hear the Sunspot, en Italia por Flashbook Edizioni, en Alemania por Carlsen Comics y en España por Milky Way Ediciones bajo el nombre de Puedo oír el sol. También ha sido licenciado en Polonia por Dango y en Taiwán por Sharp Point Press.

### Película

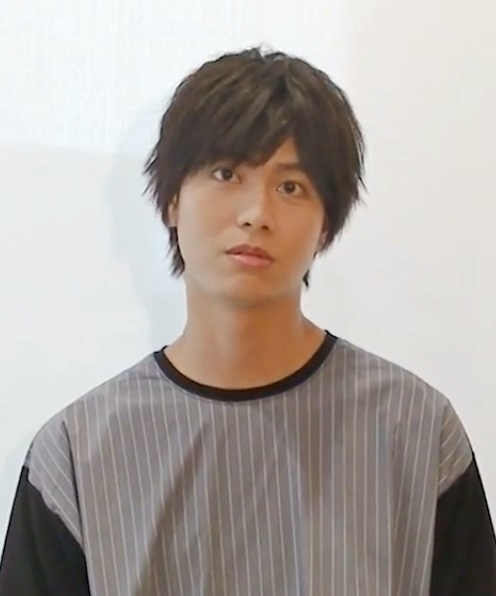
Hideya Tawada.

Una película de acción real basada en el manga fue estrenada el 24 de junio de 2017. Cuenta con la dirección de Daisuke Kamijō y guion de Natsuko Takahashi. Fue protagonizada por Hideya Tawada y Akira Onodera en los roles de Kōhei y Taichi, respectivamente.